# Замостні Каксі
Замо́стні Каксі́ (рос. Замостные Какси) — присілок в Можгинському районі Удмуртії, Росія.
Урбаноніми:
- вулиці — Зарічна, Комсомольська, Нагірна, Праці, Східна

## Населення
Населення — 370 осіб (2010; 404 в 2002).
Національний склад станом на 2002 рік:
- удмурти — 82 %